# TYCHO 4144 329 2
TYCHO 4144 329 2 – nietypowa gwiazda w gwiazdozbiorze Wielkiej Niedźwiedzicy.
TYCHO 4144 329 2 jest gwiazdą starą, na co wskazuje mała ilość litu w jej wnętrzu, ale jednocześnie gwiazda ta ma cechy przypominające młode gwiazdy, takie jak szybka akrecja gazu, rozciągnięty dysk gazowo-pyłowy oraz duża ilość promieniowania w paśmie podczerwieni. TYCHO stanowi układ podwójny z inną gwiazdą o masie zbliżonej do masy Słońca, wokół towarzyszki TYCHO nie uformował się jednak żaden dysk protoplanetarny i wygląda ona na normalną, „starą” gwiazdę. Szacuje się, że układ ten leży około 200 lat świetlnych od Ziemi.